# Бакстон (Північна Дакота)
Бакстон (англ. Buxton) — місто (англ. city) в США, в окрузі Трейлл штату Північна Дакота. Населення — 348 осіб (2020).

## Географія
Бакстон розташований за координатами 47°36′9″ пн. ш. 97°6′0″ зх. д. / 47.60250° пн. ш. 97.10000° зх. д. (47.602384, -97.100095).  За даними Бюро перепису населення США в 2010 році місто мало площу 0,51 км², уся площа — суходіл.

## Демографія
Згідно з переписом 2010 року, у місті мешкали 323 особи в 136 домогосподарствах у складі 91 родини. Густота населення становила 632 особи/км².  Було 144 помешкання (282/км²).
Расовий склад населення:
| - 99,4 % — білих - 0,3 % — корінних американців - 0,3 % — чорних або афроамериканців |

До двох чи більше рас належало 0,0 %. Частка іспаномовних становила 0,9 % від усіх жителів.
За віковим діапазоном населення розподілялося таким чином: 23,2 % — особи молодші 18 років, 63,2 % — особи у віці 18—64 років, 13,6 % — особи у віці 65 років та старші. Медіана віку мешканця становила 39,4 року. На 100 осіб жіночої статі у місті припадало 105,7 чоловіків;  на 100 жінок у віці від 18 років та старших — 106,7 чоловіків також старших 18 років.
Середній дохід на одне домашнє господарство  становив 79 634 долари США (медіана — 75 625), а середній дохід на одну сім'ю — 96 287 доларів (медіана — 88 750). Медіана доходів становила 58 750 доларів для чоловіків та 40 250 доларів для жінок. За межею бідності перебувало 1,5 % осіб, у тому числі 0,0 % дітей у віці до 18 років та 2,5 % осіб у віці 65 років та старших.
Цивільне працевлаштоване населення становило 176 осіб. Основні галузі зайнятості: освіта, охорона здоров'я та соціальна допомога — 29,5 %, будівництво — 11,9 %, роздрібна торгівля — 10,8 %.